# Marcusenius devosi
Marcusenius devosi is een straalvinnige vissensoort uit de familie van de tapirvissen (Mormyridae). De wetenschappelijke naam van de soort is voor het eerst geldig gepubliceerd in 2007 door Kramer, Skelton, van der Bank & Wink.